# Драгутин Димитриевич
Драгутин Димитриевич, наречен Апис (на сръбски: Драгутин Димитријевић Апис или Dragutin Dimitrijević Apis), е сръбски офицер, генералщабен полковник от войската на Кралство Сърбия. Апис организира и ръководи Майския преврат в 1903 година, при който е убит крал Александър Обренович, участва в сръбската въоръжена пропаганда в Македония, организира Сараевския атентат в 1914 година, който дава начало на Първата световна война. След присъда на военен съд е разстрелян на 26 юни 1917 година в Солун за планиране на държавен преврат и убийство на регента Александър Караджорджевич.

## Биография

### Ранни години
Роден е в Белград, Сърбия, в 1876 година. Рано остава сираче без баща и е отгледан от сестра си Йелена и съпруга ѝ Живан Живанович. Завършва белградската гимназия и ниското училище на Военната академия в 1896 година. Постъпва на служба в 7-и пехотен полк в Белград като подпоручик. През септември 1898 година се записва във висшето училище на Военната академия за генералщабни офицери. През август 1899 година е произведен в поручик от пехотата.

### Майския преврат
Димитриевич е основен организатор на заговора срещу крал Александър Обренович. В нощта на 29 май 1903 година той повежда заговорниците от Офицерския дом в двора, където при търсенето на краля и кралицата е тежко ранен с три куршума в гърдите. Благодарение на силната си природа, Димитриевич преодолява тези рани и неговото въздействие върху офицерите от армията и чиновниците силно нараства. Парламентът го обявява за „спасител на отечеството“ и той започва да преподава тактика във Военната академия. Димитриевич дори опитва да привлече на своя страна Никола Пашич, но въпреки натиска и заплахите това не става.
В 1905 г. полага изпита за Генералния щаб и отпътува да учи в Берлин. След връщането си в Сърбия е разпределен в генералщабното отделение на военното министерство и служи в него от септември 1906 до март 1907 г.
Включва се в сръбската четническа акция и заминава за Македония, но скоро се връща и става помощник началник-щаб на Дринската дивизия (1908).

### Черна ръка
В 1911 година със свои другари основава тайното сдружение „Обединение или смърт“, познато под името Черна ръка (Црна рука). При мобилизацията през септември 1912 г. заболява тежко от отравяне на кръвта и е върнат в Белград и не успява да участва в Балканските войни. Като ръководител на военното разузнаване успява да изплете широка мрежа от контакти.
Контролира организацията Млада Босна, която извършва атентата срещу австроугарския престолонаследник Франц Фердинанд в 1914 година. Един от оцелелите атентатори, Мухамед Мехмедбашич бяга при него и остава с него до смъртта му.

### Първа световна война и Солунския процес
В Първата световна война ръководи разузнавателната служба. След това е началник-щаб на Ужичката и Тимошката дивизия. След това е помощник-началник щаб на ІІІ армия.
В 1916 г. е повишен в полковник.
Никола Пашич решава да се отърве от опасните дейци на Черна ръка. През декември 1916 година Димитриевич е арестуван на Солунския фронт и е обвинен в „подривна дейност“ с политически цели. Освен това в обвинението се твърди, че е прикривал Раде Малобабич и Мухамед Мехмедбашич, които са обвинени, че на 29 август 1916 година са искали да извършат атентат срещу престолонаследника регент Александър, когато с автомобил се придвижда от Острово към своя лагер. Процесът се води от военен съд в Солун, който на 23 август го осъжда на смърт. Разстрелян е на 14 юни 1917 г. на Солунското поле заедно с артилерийския майор Любомир Вулович и Раде Малобабич. В 1953 година делото е разгледано отново в Белград и всички присъди са обявени за нищожни, а осъдените реабилитирани.

## Награди
- Орден „Петър Мърконич"
- Орден на сръбската корона I, II и III ред
- Орден Караджорджева звезда с мечове I, II и III ред
- Орден „Милош Обилич"
- Орден на белия орел I и II реда.